# Opstand van Oued Zem
De opstand van Oued Zem op 20 augustus 1955 (Frans: Les événements d’Oued Zem, Arabisch: أحداث واد زم) was een gewelddadige volksopstand tegen het Franse koloniale bestuur in Marokko, die plaatsvond op 20 augustus 1955 in de stad Oued Zem. De opstand wordt beschouwd als een sleutelmoment in de Marokkaanse onafhankelijkheidsstrijd, twee jaar na de ballingschap van sultan Mohammed V en kort voor zijn terugkeer.

## Achtergrond
In 1953 werd sultan Mohammed V afgezet en in ballingschap gestuurd door de Franse autoriteiten, wat leidde tot groeiende onrust en verzet onder grote delen van de Marokkaanse bevolking. De datum 20 augustus had voor nationalistische bewegingen een symbolische lading als herdenkingsdag van de ballingschap. Rond Oued Zem, een stad in de regio Khouribga, groeide de onvrede onder lokale stammen zoals de Smala, Bani Smir en Beni Khirane, die al langer verzet boden tegen het Franse protectoraat.

## Verloop van de opstand
Op de ochtend van 20 augustus 1955 kwamen groepen opstandelingen uit omliggende dorpen bewapend naar Oued Zem. Volgens Franse militaire rapporten bestond de groep uit duizenden strijders, gewapend met geweren, bijlen en stokken. Ze richtten zich op Europese kolonisten en symbolen van het koloniale bestuur. Tijdens de aanval werden talrijke huizen geplunderd en verwoest, en werden tientallen Europese bewoners gedood. Sommige bronnen spreken van 50 tot meer dan 100 slachtoffers onder de kolonisten.
De Franse gendarmerie en legerposten in de regio kwamen na enkele uren tussenbeide, maar konden pas later op de dag de controle over de stad herstellen. Er volgde een hevige repressie met arrestaties, huiszoekingen en het instellen van een noodtoestand in het gebied.

## Nasleep en betekenis
De gebeurtenissen in Oued Zem hadden grote impact op het verdere verloop van de onafhankelijkheidsstrijd. Enerzijds werd de opstand aangegrepen om de Franse repressie te versterken, maar anderzijds werd het geweld in Oued Zem in Marokko gezien als bewijs van het groeiende verzet tegen het protectoraat. Uiteindelijk droegen deze gebeurtenissen bij aan de onderhandelingen die leidden tot de terugkeer van Mohammed V in november 1955, en de formele onafhankelijkheid van Marokko in maart 1956.

## Herdenking
In Marokko wordt 20 augustus nog steeds herdacht als een nationale dag van verzet en herinnering aan de slachtoffers van de opstand in Oued Zem. Lokale herdenkingsplechtigheden en monumenten in de stad verwijzen naar de rol die Oued Zem speelde in de bevrijdingsstrijd.